# خالد عجب
خالد عجب (عربی: خالد عجب؛ زادهٔ ۲۸ ژوئیهٔ ۱۹۸۶) بازیکن فوتبال اهل کویت بود.
از باشگاه‌هایی که در آن بازی کرده‌است می‌توان به باشگاه ورزشی الکویت اشاره کرد.
وی همچنین در تیم‌های ملی فوتبال زیر ۲۳ سال کویت و کویت بازی کرده‌است.